# Bisschopstangare
De bisschopstangare (Thraupis episcopus) is een vogelsoort uit de familie Thraupidae (tangaren).

## Verspreiding en leefgebied
Hij komt voor in van zuidelijk Mexico tot noordoostelijk Bolivia, noordelijk Brazilië, overal in het Amazonebekken, behalve het meest zuidelijke stuk.
De soort telt veertien ondersoorten:
- T. e. cana: van zuidoostelijk Mexico tot noordoostelijk Colombia en noordelijk Venezuela.
- T. e. caesitia: Bocas del Toro.
- T. e. cumatilis: Coiba.
- T. e. nesophila: van oostelijk Colombia tot oostelijk Venezuela en Trinidad.
- T. e. berlepschi: Tobago.
- T. e. mediana: van zuidoostelijk Colombia en zuidelijk Venezuela tot noordelijk Bolivia.
- T. e. episcopus: van de Guyana's tot centraal Brazilië.
- T. e. ehrenreichi: Purús.
- T. e. leucoptera: centraal Colombia.
- T. e. quaesita: van zuidwestelijk Colombia tot noordwestelijk Peru.
- T. e. caerulea: zuidoostelijk Ecuador en noordelijk Peru.
- T. e. major: centraal Peru.
- T. e. urubambae: zuidoostelijk Peru.
- T. e. coelestis: van zuidoostelijk Colombia, noordwestelijk Ecuador tot westelijk Brazilië en centraal Peru.